# Altopiano Yunnan-Guizhou
L'altopiano Yunnan-Guizhou (cinese: 云贵高原; pinyin: Yunnan-Guizhou Gaoyuan; romanizzazione Wade-Giles: Yün-nan-Kuei-chou Kao-yüan), noto anche come altopiano di Yungui, è una regione montuosa comprendente la parte settentrionale della provincia dello Yunnan e la parte occidentale della provincia del Guizhou (Cina centro-meridionale).
Nello Yunnan la regione assume caratteristiche di altopiano vero e proprio, con aree di alture ondulate, catene montuose che presentano pendici scoscese e sistemi di pieghe, e profonde gole intagliate da fiumi. Situato a circa 2000 m di quota, il settore che ricade entro i confini dello Yunnan ospita vette che, nella parte occidentale, si innalzano fino a 3700 m. 
Nel settore di pertinenza del Guizhou, alto mediamente 1200 m, i processi carsici hanno creato doline, gravine, ponti naturali e torrenti sotterranei nel paesaggio calcareo. Sui pendii scoscesi sono esposte molte zone di roccia nuda, e aree di terreno pianeggiante estese sono piuttosto scarse. 
All'interno dell'altopiano vi sono molti piccoli bacini lacustri separati da montagne, e i margini dell'altopiano sono pesantemente intagliati da profonde vallate. I bacini dell'area di Kunming (Yunnan) costituiscono la più sviluppata regione agricola dell'intero altopiano. I Pinnacoli di roccia di Lunan, nello Yunnan, costituiscono una celebre attrazione turistica.